# Los Angeles Highlanders FC
O Los Angeles Highlanders FC , anteriormente conhecido como San Gabriel Valley Highlanders, é um time de futebol americano. Eles jogam seus jogos em casa no Moyse Stadium, nos terrenos da Glendale High School, na cidade de Glendale, Califórnia .

## História
Os Highlanders foram fundados em 1997 por um grupo de empresários armênios e fãs de futebol americano como um ramo competitivo do Ararat Soccer Club, com sede local, para competir na liga nacional de futebol amador, a USL Premier Development League . O clube chegou rapidamente ao auge da liga rapidamente, tornando-se campeão dos playoffs apenas na segunda temporada em 1998, derrotando o Jackson Chargers anteriormente invicto por 3 a 2 no jogo PDL Championship e garantindo um campeão da Divisão Sudoeste pela terceira temporada consecutiva.
Após a temporada de 2001, a equipe interrompeu as operações.
Após uma ausência de 15 anos, o clube anunciou seu retorno em janeiro de 2017 para a United Premier Soccer League .

## Estatísticas

### Participações
|  | Participações em 2020 |

| Competição     | Competição               | Temporadas | Melhor campanha         | Estreia | Última | P | R |
| Estados Unidos | Lamar Hunt U.S. Open Cup | 2          | Primeira Fase (2 vezes) | 1998    | 2000   |   | – |